# زبور العجم (كتاب)
زبور العجم هو كتاب شعر فلسفي بالفارسية، كتبه العلامة إقبال، وهو شاعر وفيلسوف عظيم في شبه القارة الهندية، نُشر الكتاب في عام 1927.

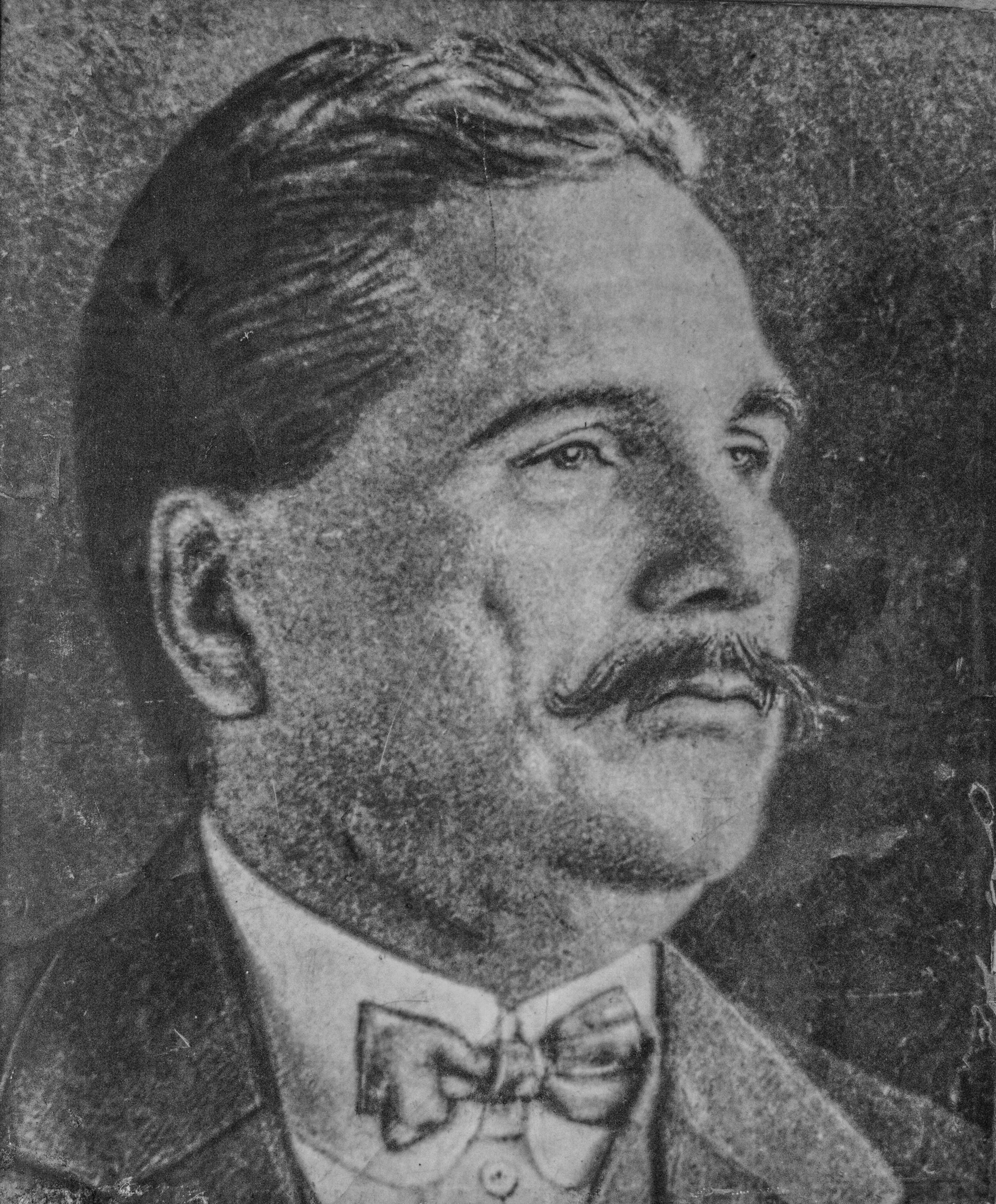
العلامة الدكتور محمد إقبال

## المقدمة
يتضمن زبور العجم المثنوي جولشان راز جديد [الإنجليزية] وبانداجي نامه. هناك أربعة أقسام للكتاب. الأولان عبارة عن سلسلة من الغزليات في الشكل الكلاسيكي والاثنتان الأخريان عبارة عن قصائد طويلة مفردة. يعبر إقبال بقوة عن قناعاته الداخلية ويحث القارئ على تطوير نفسه لتحقيق التقدم والازدهار من خلال اكتشاف الذات وتقويتها.
أول القصيدتين الأطولتين هي جولشان راز جديد ("حديقة جديدة من الألغاز"). وهو يشير إلى كتاب جولشان راز [الإنجليزية]، وهو رسالة في التصوف كتبها سعد الدين محمود الشبستري بالشعر الفارسي. هنا يطرح إقبال ويجيب على تسعة أسئلة حول مشاكل فلسفية مثل طبيعة الفكر الخطابي، والذات، والعلاقة بين الأبدي والزمني.
موضوع القصيدة الثانية بانداجي ناما ("كتاب العبودية") هو فقدان الحرية، وخاصة الحرية الروحية، للفرد أو المجتمع، والشرور الناتجة عن ذلك. وينقسم الكتاب إلى عدة أقسام، ويتناول الموسيقى والفنون الأخرى التي كان يتمتع بها العبيد، ومعتقداتهم الدينية، وفن إعادة بناء الرجال الأحرار.
في زبور عجم، كان غزل إقبال الفارسي في أفضل حالاته مثل غزله الأردية في بل جبريل [الإنجليزية]. وهنا، كما في غيره من الكتب، يصر إقبال على تذكر الماضي، والعمل الصالح في الحاضر، والاستعداد للمستقبل. درسه هو أن الإنسان يجب أن يكون ديناميكيًا، مليئًا بالحيوية للعمل ومليئًا بالحب والحياة. ويثبت ضمناً أنه لا يوجد شكل من أشكال الشعر يمكن أن يضاهي الغزل في القوة والحيوية.

## طالع أيضًا
- فهرس المقالات المتعلقة بمحمد إقبال [الإنجليزية]
- رسالة من الشرق
- جافيد ناما
- كتاب ماذا يجب أن نفعل يا أهل المشرق؟ [الإنجليزية]
- بانج إي دارا [الإنجليزية]
- بل جبريل [الإنجليزية]
- أسرار الخودي [الإنجليزية]
- رموز البخودي [الإنجليزية]
- ضرب الكليم [الإنجليزية]
- أرماغان الحجاز [الإنجليزية]
- زبور
- عجم

## روابط خارجية
- اقرأ عبر الإنترنت على موقع أكاديمية إقبال
- اقرأ على الإنترنت في مكتبة إقبال الإلكترونية
- اقرأ الترجمة الإنجليزية التي كتبها آرثر جيه أربيري وبشير أحمد دار على موقع أكاديمية إقبال

1. ↑  مذكور في: تفريغات بيانات Freebase. الناشر: جوجل.